# 板橋真武廟
25°01′12″N 121°29′09″E / 25.020108°N 121.485902°E
板橋真武廟，是位於臺灣新北市板橋區光復里的玄天上帝廟，為埔墘及港子嘴一帶的信仰中心。

## 沿革
1900年，入贅吳家的陳天賜其子吳陳生赴廈門學習製作木桶技術後，攜帶玄天上帝神尊回臺灣，侍奉廳堂供居民膜拜祈福。當時農業社會缺乏醫療，被視為具有治病驅邪神效的玄天上帝，成為地方主要的信仰。1946年，庄民集資買地、捐木獻樑興建真武廟，木材來自於上游的烏來。
1983年間，廟身因木質樑柱難敵歲月摧殘，信徒再度捐獻，於現址興建三層鋼筋混凝土建物。1990年代末，政府欲興建環河快速道路，徵收板橋埔墘地區土地。此廟因拓寬須遷移，廟方估算若要建新廟，所需經費約五千多萬元，決定改以遷廟方式讓路，並在道路預定地旁的原廟址建地下兩層，以增加使用空間，於2003年6月將廟遷至20公尺外的空地，等至地下室完工後，次年3月4日上午請工程人員再度將廟遷移，並重新奠基，工程經費約兩百多萬元。今位在光復里。

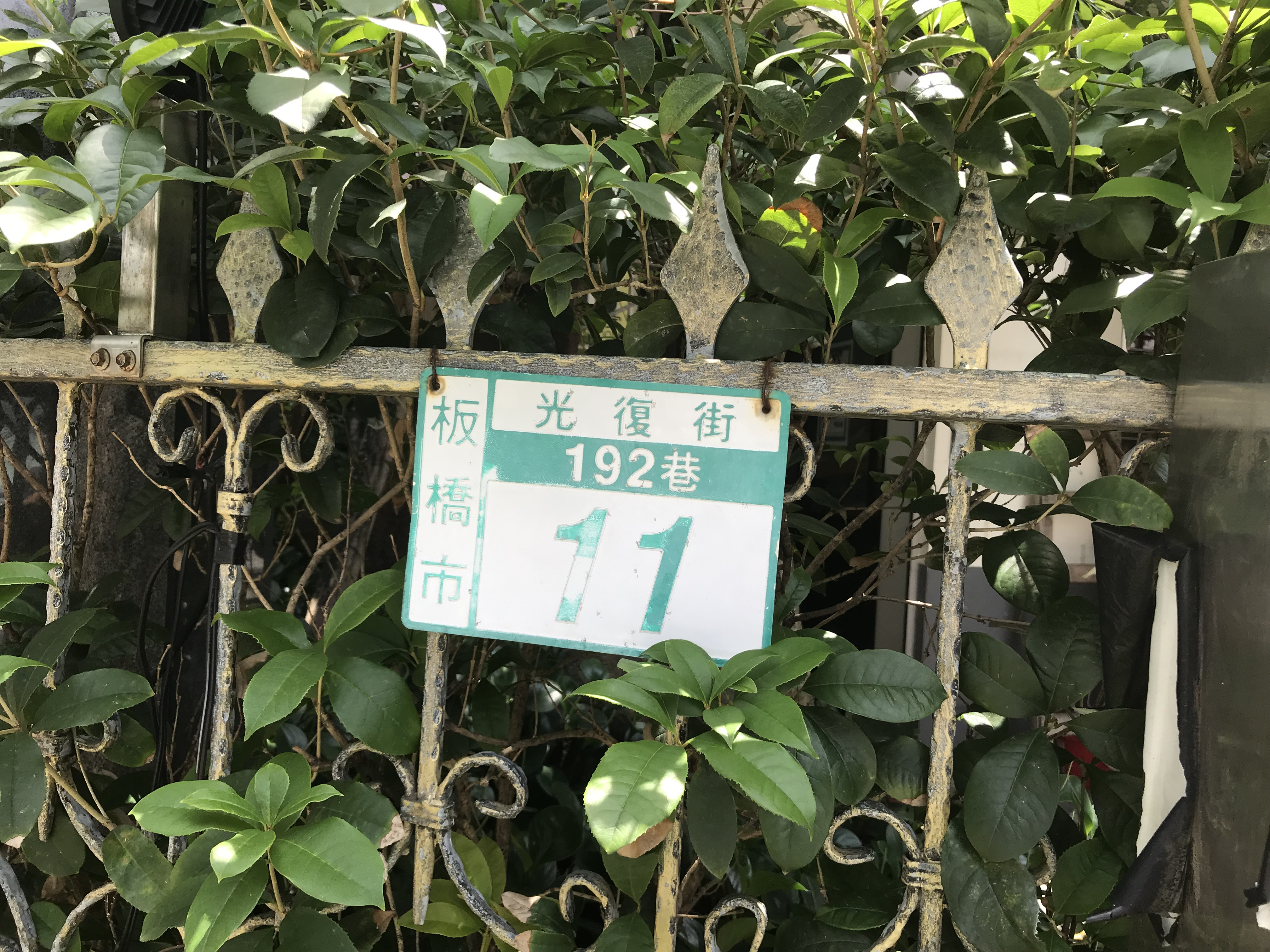
門牌為光復街192巷11號。

## 祭祀
為埔墘及港子嘴一帶的信仰中心，以農曆三月初三為玄天上帝聖誕日。
2013年4月12日，臺灣發生胡宗賢炸彈案，立委盧嘉辰服務處遭放置中午引爆的炸彈。當日新北市長朱立倫至板橋北極宮、板橋真武廟參拜，卻因大雨攪局，導致他中午至盧嘉辰服務處的行程延誤，而炸彈也未爆炸。

## 外部連結
- 官方网站